# Shy'm
Shy'm, (født som Tamara Marthe), er en fransk sanger og danser. Hun er født den 28 november
1985 i Trappes i Yvelines af en mor fra France métropolitaine og en far fra Martinique.

## Biografi

### Barndom og musikalsk debut
Hun var tidligt glad for musik og dans. Og syntes specielt godt om Red Hot Chili Peppers og Beyoncé, derudover er hun
vokset op med Zouk og rythm'n'blues.

### Den første succes (2006-2009)
Hendes første album var Mes fantaisies, der udkom i slutningen af 2006 i Frankrig. Den 25. september 2008, udkom hendes andet studiealbum: Reflets. Efter dette andet album hælder hendes musikstil mere og mere mod pop og elektro.

### Efterfølgende albums og den første turné (2010- )
Albummet Prendre l'air, udkom 14. juni 2010, og lagde sig hurtigt i spidsen af solgte albums, singlen Je sais, som blev udgivet som en promotionsingle for albummet opnåede en 3. plads over antallet af solgte singler.
Sammen med sin dansepartner Maxime Dereymez, vandt hun 2den sæson af Danse avec les stars, hvor hun opnåede 65% af stemmerne foran Philippe Candeloro, og med Baptiste Giabiconi på 3dje pladsen.
Hun startede sin første turné med en koncert på Zénith de Paris, den 20. december 2011 og fortsatte herefter ud i resten af Frankriget fera ensuite une tournée à travers la France sous le nom du Shimi'Tour
.
Shy'm deltog i gruppen Paris Africa da hun sang nummeret Des Ricochets og blev en del af Enfoirés i 2012.
Den 27. april 2012, udgav hun en sang, som man gratis kunne downloade, sangen hed Shimisoldiers og var ment som en tak til sine fans, for at de havde støttet hende i begyndelsen af hendes karriere.
Hendes fjerde studiealbum Caméléon, udkom den 25. juni 2012, samme dag udkom hendes tre første albums i et kuffertsæt L'Intégrale.

### Betydning af kunstnernavn
Hendes kunstnernavn Shy'm er sammenskrivning af Shy, der betyder genert på engelsk og et M for Martinique.

## Diskografi

### Albummer
- Mes Fantaisies (2006)
- Reflets (2008)
- Prendre L'air (2010)
- Caméléon (2012)
- Solitaire (2014)
- À nos dix ans (2015)
- Héros (2017)
- Agapé (2019)

### Singler
- Femme de couleur (2006)
- Victoire (2006)
- T'es parti (2007)
- Oublie-moi (2007)
- Rêves d'enfants (2007)
- La Première Fois (2008)
- Si tu savais (2008)
- Step back (2009)
- Je sais (2010)
- Je suis moi (2010)
- Prendre l'air (2011)
- Tourne (2011)
- En apesanteur (2011)
- Et alors ! (2012)
- On se fout de nous (2012)
- Veiller tard (2012)
- Et si (2012)
- White Christmas (2012)
- Caméléon (2013)
- Contrôle (2013)
- La Malice (2014)
- L'Effet de serre (2014)
- On s'en va (2015)
- Silhouettes (2015)
- Il faut vivre (2015)
- Tandem (2015)
- Vivre ou survivre (2016)
- Mayday (2017)
- Si tu m'aimes encore (2017)
- Madinina (2018)
- La Go (2018)
- Absolem (2019)
- Puerto Rico (2019)
- Amiants (2019)
- Olé Olé (2019)
- Sourire (2019)
- Boy (2020)
- Ensemble (2020)
- Tadada Tututu (2021)
- Sunset Pyromane (2021)